# 银杏科
银杏科（学名：Ginkgoaceae）是裸子植物的一科，落叶乔木。
银杏科出現於中生代侏羅紀時期，曾包含多個屬，侏羅紀及白堊紀分佈廣泛，白垩纪后逐渐衰落。第四紀冰河時期后僅存一属一種——银杏属銀杏（Ginkgo biloba），殘留于中国南部地区，因此被視為活化石。

## 下属分类
- †裂银杏属 Baiera
- 银杏属 Ginkgo
- †似银杏属 Ginkgoites
- †Ginkgoïdium
- †拟刺葵属Phoenicopsis
- †Polyspermophyllum